# Kisbajcs, Győr-Moson-Sopron
Kisbajcs  este un sat în districtul Győr, județul Győr-Moson-Sopron, Ungaria, având o populație de 853 de locuitori (2011). 

## Demografie
Componența etnică a satului Kisbajcs
     Maghiari (97,88%)
     Necunoscut (1%)
     Alții (1,12%)
Componența confesională a satului Kisbajcs
     Romano-catolici (64,13%)
     Fără religie (6,21%)
     Reformați (1,76%)
     Luterani (1,17%)
     Necunoscută (25,32%)
     Alte religii (2,93%)
Conform recensământului din 2011, satul Kisbajcs avea 853 de locuitori. Din punct de vedere etnic, majoritatea locuitorilor (97,88%) erau maghiari. Apartenența etnică nu este cunoscută în cazul a 1,0% din locuitori.  Din punct de vedere confesional, majoritatea locuitorilor (64,13%) erau romano-catolici, existând și minorități de persoane fără religie (6,21%), reformați (1,76%) și luterani (1,17%). Pentru 25,32% din locuitori nu este cunoscută apartenența confesională.